# Stefano Raffei
Stefano Raffei (Orbetello, 21 settembre 1712 – Roma, gennaio 1788) è stato un filologo, numismatico e gesuita italiano.

## Biografia
Nato nel Granducato di Toscana, entra il 7 settembre 1733 nella Compagnia del Gesù a Roma. Ha insegnato per venti anni retorica al Collegio romano, coltivando contemporaneamente la poesia, la filologia e l’archeologia. Dopo la soppressione della Compagnia di Gesù, continua a risiedere a Roma, dove muore nel gennaio 1788, a 75 anni. Era considerato un uomo raccomandabile per la sue virtù e i suoi talenti. È stato membro dell’Accademia dell'Arcadia di Roma, e di altre società letterarie italiane.

## Opere
- Giovanni Colonna, Flavio Clemente, il Trionfo dell'Amicizia, tragedie, Roma, 1763 e 1764 ;
- Dissertazione sopra il Crise di Marco Pacuvio, Roma, 1770.
- Dissertazione sopra Apollo Pizio, Roma, 1771.
- Ricerche sopra un Apolline..., 1772
- Saggio di osservazioni sopra un bassorilievo..., 1773